# باتريشيا آن غوغان
باتريشيا آن غوغان (بالإنجليزية: Patricia Anne Gaughan)‏ هي محامية وقاضية أمريكية، ولدت في 21 أكتوبر 1953 في ليكوود في الولايات المتحدة.